# ناگارا، چیبا
ناگارا، چیبا (به لاتین: Nagara, Chiba) یک منطقهٔ مسکونی در ژاپن است که در Chōsei District واقع شده‌است. ناگارا ۴۷٫۲۰ کیلومترمربع مساحت و ۷٬۸۷۰ نفر جمعیت دارد.